# Mylniszcze (obwód smoleński)
Mylniszcze (ros. Мыльнище) – wieś (ros. деревня, trb. dieriewnia) w zachodniej Rosji, w osiedlu wiejskim Titowszczinskoje rejonu diemidowskiego w obwodzie smoleńskim.

## Geografia
Miejscowość położona jest nad Pieriedielnią, przy drodze regionalnej 66N-0517 (66N-0509 – Borok – 66N-0505), 19,5 km od centrum administracyjnego osiedla wiejskiego (Titowszczina), 18 km od centrum administracyjnego rejonu (Diemidow), 54 km od stolicy obwodu (Smoleńsk), 50,5 km od granicy z Białorusią.
W granicach miejscowości znajduje się ulica Moskowskaja (7 posesji).

## Demografia
W 2010 r. miejscowość zamieszkiwały 2 osoby.

## Historia
W czasie II wojny światowej od lipca 1941 roku wieś była okupowana przez hitlerowców. Wyzwolenie nastąpiło we wrześniu 1943 roku.
Na mocy uchwały z dnia 28 maja 2015 roku wszystkie miejscowości (w tym Mylniszcze) zlikwidowanej jednostki administracyjnej Szapowskoje weszły w skład osiedla wiejskiego Titowszczinskoje.